# Live Tower Musashi-Urawa
La Live Tower Musashi-Urawa (ライブタワー武蔵浦和) est un gratte-ciel de 131 mètres de hauteur construit à Saitama en 2001 dans l'agglomération de Tokyo.
Il abrite des logements sur 38 étages.
C'est l'un des dix plus haut bâtiment de Saitama.
Les architectes sont le géant japonais du BTP Shimizu Corporation et la société Nikken Housing System